# فوجیوارا نو کونیهیرا
فوجیوارا نو کونیهیرا (به ژاپنی: 藤原国衡 ふじわら の くにひら)؛ تولد نامشخص – مرگ ۲۱ سپتامبر ۱۱۸۹، سامورایی سومین رهبر خاندان خاندان فوجیوارای شمالی اهل ژاپن بود. یک فرمانده نظامی از اواخر دوره هی‌آن تا اوایل دوره کاماکورا و پسر ارشد فوجیوارا نو هیده‌هیرا، و نوه میناموتو نو یوریماسا بود.